# Tricuriosi
La tricuriosi (o tricocefalosi) és una helmintosi per nematodes del gènere Trichuris, un cuc paràsit de l'intestí que pot afectar animals mamífers i humans.
En el camp de la veterinària i la ramaderia, la tricuriosi afecta les vaques, les ovelles, les cabres, els porcs i els gossos, causada per diverses espècies del gènere Trichuris (Trichuris discolor, Trichuris globulosa, Trichuris ovis, Trichuris suis i Trichuris vulpis). Quan afecta els remugants no presenten símptomes, però en els porcs i els gossos provoca anèmia i diarrea.
En el cas dels humans, la tricuriosi infecta principalment el teixit del cec, l'apèndix i el recte, i és causada per Trichuris trichiura. Pertany al grup de les helmintosis transmeses per terra i es considera una malaltia tropical desatesa.

## Simptomatologia de la tricuriosi humana
Si l'individu està infectat només amb pocs cucs, sovint no presenta símptomes. En el cas que la infecció sigui amb molts cucs es pot donar dolor abdominal, cansament i diarrea. La diarrea sovint conté sang. Les infeccions en nens poden ocasionar retard en el desenvolupament físic i intel·lectual. A causa de la pèrdua de sang, es pot produir anèmia.

## Transmissió
El contagi de la malaltia es produeix pel consum d'aliments o aigua que contingui ous d'aquest cuc, cosa que es pot produir si no es renten o no es cuinen prou els vegetals. També es poden infectar fàcilment els infants que, havent jugat i tocat la terra contaminada amb ous, es posen les mans a la boca. Els ous es troben a la terra provinents de la femta d'altres persones infectades. Els cucs viuen a l'intestí gros i fan quatre centímetres de llargada. Els ous normalment passen a la terra de les zones on hi ha el costum de defecar a l'aire lliure o bé on s'utilitzen els excrements humans sense tractar com a fertilitzant.

## Prevenció i tractament
La prevenció de la tricuriosi inclou diverses mesures higièniques: coure suficientment els aliments, rentar-se les mans abans de cuinar, millorar el sanejament (amb l'ús de vàters connectats a clavegueram i accés a aigua potable. En àrees on les infeccions són habituals, sovint cal tractar grups sencers de població de manera simultània i regular. El tractament consisteix en l'administració d'albendazole, mebendazole o ivermectina durant tres dies. Després del tractament la infecció es pot reproduir.

Les taxes de profilaxi més altes s'obtenen combinant mebendazole o albendazole amb ivermectina. La seguretat de l'ivermectina en nens menors de 15 kg i dones embarassades encara no s'ha establert.
Les persones amb diarrea es poden tractar amb loperamida per augmentar el contacte del medicament amb els paràsits.
El mebendazole és efectiu en el 90% en la primera dosi, i l'albendazole també es pot oferir com a agent antiparasitari. Un suplement de ferro ajuda a resoldre la deficiència de ferro i el prolapse rectal. La Difetarsona també és un tractament eficaç.

## Epidemiologia

Anys de vida ajustats per discapacitat (AVAD) per tricuriosi per 100,000 habitants el 2004.
sense dades
menys de 5
5-10
10-15
15-20
20-25
25-30
30-35
35-40
40-45
45-50
50-60
més de 60

L'any 2015 hi va haver uns 464 milions de persones infectades per tricuriosi. Es dona sobretot en zones tropicals. Als països en vies de desenvolupament, els infectatats amb tricuriosi sovint també tenen infeccions per anquilostomosi i ascariosi. Tenen un gran impacte en l'economia de molts països.
La infecció per T. trichiura és més freqüent en zones amb clima tropical i pràctiques d'higiene deficients. La tricuriosi es produeix amb freqüència en zones on s'utilitzen fels excrements humans no tractats com a fertilitzant o on es habitual defecar a l'aire lliure. La prevalença d'infecció per tricuriosi és del 50 al 80 per cent en algunes regions d'Àsia (especialment a la Xina i Corea) i també a les zones rurals del sud-est dels Estats Units.
T. trichiura és la tercera infecció per nematodes més comuna en els éssers humans. És la infecció més freqüent entre els nens i, a Amèrica del Nord, la infecció es produeix freqüentment en immigrants procedents de regions tropicals o subtropicals. S'estima que hi ha de 600 a 800 milions de persones infectades a tot el món, i 3.200 milions d'individus en situació de risc, ja que viuen en regions on aquest cuc intestinal és comú.